# Таврия
Таврия, по-рядко Таври́да или Та́врика (на гръцки: Η Ταυρική), е историко-географска област в днешна Украйна. Заема полуостров Крим и прилежащи части от съседни области в Украйна.

## История
Името на областта идва от античното племе таври, приемано за най-древното население на полуостров Крим. В Античността с името „Таврида“, или „Таврика“, се е наричала най-южната част на Кримския полуостров. През Средните векове това название се разпростира върху цялата територия на Крим.
През 18-19 век в Таврия са включени райони на север от Крим, за които понякога се използва и названието „Северна Таврия“. Тези райони на запад се простират до река Днепър, а на изток до линията Запорожие – Бердянск.
През 1918 година в Крим за кратко съществува Таврийска съветска социалистическа република (Таврида) със столица Симферопол.
В днешна Украйна названието „Таврия“, или „Таврика“, няма официална употреба и се използва главно в исторически контекст. В българския език то получава разпространение след 1861 – 1862 година и преселването на част от бесарбските българи в тогавашната Таврическа губерния на Руската империя, където са познати също като таврийски българи.